# Moreno morenoi
Moreno morenoi là một loài nhện trong họ Gnaphosidae.
Loài này thuộc chi Moreno. Moreno morenoi được Cândido Firmino de Mello-Leitão miêu tả năm 1940.